# Parafia Dobrego Pasterza w Warszawie (rzymskokatolicka)
Parafia Dobrego Pasterza w Warszawie – parafia rzymskokatolicka należąca do dekanatu wolskiego, archidiecezji warszawskiej, metropolii warszawskiej Kościoła katolickiego, w Warszawie. Obsługiwana przez księży archidiecezjalnych.

## Historia
Parafia została erygowana w 2006 roku. 
Kościół parafialny został wybudowany w latach 1995–2001.

## Proboszczowie
- ks. prał. Józef Łazicki (2005−2008)
- ks. prał. dr Zdzisław Struzik (2008−2016)
- ks. prał. Zdzisław Rogoziński (2016−2022)
- ks. Dariusz Szyszka (2022–obecnie)